# کمیته المپیک ونزوئلا
کمیته المپیک ونزوئلا (انگلیسی: Venezuelan Olympic Committee) یک سازمان ورزشی است که نماینده کشور ونزوئلا در کمیته بین‌المللی المپیک می‌باشد.
این سازمان که در سال ۱۹۳۵ تأسیس شده مسئول آماده‌سازی و اعزام ورزشکاران به بازی‌های المپیک، بازی‌های المپیک جوانان و بازی‌های پان امریکن است.